# Penetranz (Genetik)
In der Genetik wird unter Penetranz die prozentuale Wahrscheinlichkeit verstanden, mit der ein bestimmter Genotyp zur Ausbildung des zugehörigen Phänotyps führt. 

## Vollständige und unvollständige Penetranz
Man unterscheidet zwischen vollständiger Penetranz, bei der es immer zur Ausprägung bzw. Manifestation des Merkmals kommt, und unvollständiger Penetranz, bei der sich trotz des vorhandenen Genotyps die Merkmale des zugehörigen Phänotyps nicht in jedem Fall manifestieren. Hintergrund einer unvollständigen Penetranz (< 100 %) können modifizierende Gene, Umwelteinflüsse oder auch der Zufall sein.

## Konkordanz und Diskordanz
Bei unvollständiger Penetranz lässt sich die Manifestationswahrscheinlichkeit eines Merkmals berechnen. Eine Hilfsgröße ist dabei die Konkordanzziffer bei eineiigen Zwillingen (EZ). Konkordanz bedeutet, dass bei EZ die gleichen Merkmale phänotypisch auftreten, Diskordanz, wenn dies nicht der Fall ist, siehe auch → Zwillingsforschung.

## Penetranz und Expressivität
Die Penetranz ist ein kategorisches Merkmal, bezieht sich also nur auf die Frage, ob ein zum Genotyp gehöriger Phänotyp vorhanden oder abwesend ist. Der Grad, mit dem ein penetrantes Allel als Merkmal im Phänotyp ausprägt ist, wird in der Genetik als Expressivität bezeichnet. 

## Praktische Bedeutung
Die Penetranz eines Allels beeinflusst das Erkrankungsrisiko für Kinder von Trägern eines Erbleidens.

## Beurteilung
Die Bezeichnung eines Erbgangs mit unvollständiger Penetranz erlaubt keine Aussage darüber, welche Mechanismen für die Ausprägung oder Nichtausprägung des Merkmals verantwortlich sind. Die Annahme eines einfachen Mendelschen Erbgangs ist besonders in Fällen, wo die Penetranz 50 Prozent unterschreitet, häufig nicht berechtigt. In solchen Fällen muss die Alternativhypothese eines multifaktoriellen Erbgangs in Betracht gezogen werden. Dazu ist der Erbgang mit Hilfe der Heritabilität oft genauer beschreibbar.

## Beispiele
- Neurofibromatose, praktisch 100%ige Penetranz
- BRCA1-Gen-abhängige Brustkrebserkrankungen (der Frau), klinisch etwa 8,5%ige Penetranz.